# Deutsche Feldhandball-Meisterschaft 1921/22
Die Deutsche Feldhandball-Meisterschaft 1921/22 war die zweite deutsche Feldhandball-Meisterschaft der Männer. Neben der Deutschen Turnerschaft (DT), die bereits im letzten Jahr einen Feldhandballmeister ausspielten, folgten nun mit der Deutschen Sportbehörde für Leichtathletik (DSB) und dem Arbeiter-Turn- und Sportbund (ATSB) weitere Sportverbände, die eine Deutsche Meisterschaft ausspielten. Die Meisterschaft des DJK-Sportverbandes, welcher im letzten Jahr ebenfalls einen Handballmeister ausspielte, pausierte in dieser Spielzeit.
Die erstmals ausgetragene Meisterschaft der DSB gewann der Polizei SV Berlin durch einen 5:1-Erfolg über den TV 1872 Schwanheim. Bei der Feldhandballmeisterschaft der Deutschen Turnerschaft konnte der TSV Spandau 1860 seinen Titel verteidigen. Die Meisterschaft des ATSB sicherte sich der TSV Stuttgart-Ost. Ein gesamtdeutsches Endspiel zwischen den Siegern der einzelnen Verbände gab es noch nicht.

## Meisterschaft der DSB

### Modus DSB
Der Modus der DSB orientierte sich an dem damaligen Modus des DFBs bei den deutschen Fußballmeisterschaften. Über Regionalmeisterschaften der einzelnen Regionalverbände qualifizierten sich die regionalen Meister für die Endrunde um die deutsche Feldhandball-Meisterschaft. In der Premierensaison spielten nur der Verband Brandenburgischer Athletik-Vereine (VBAV) und der Süddeutsche Verband für Leichtathletik (SVL) eine Regionalmeisterschaft aus. Die fünf restlichen Verbände stießen in den kommenden zwei Spielzeiten hinzu.
Folgende Vereine qualifizierten sich für die diesjährige Feldhandballmeisterschaft des DSL:
| Verein             | Qualifiziert als                 |
| ------------------ | -------------------------------- |
| Polizei SV Berlin  | Brandenburgischer Meister (VBAV) |
| TV 1872 Schwanheim | Süddeutscher Meister (SVL)       |

### DSB-Finale
| Datum         |                   | Ergebnis | !Ort                                     |
| ------------- | ----------------- | -------- | ---------------------------------------- |
| 23. Juni 1922 | Polizei SV Berlin | 05:10    | TV 1872 Schwanheim \|\|Frankfurt am Main |

## Meisterschaft der Deutschen Turnerschaft
Die Austragung der Endrunde fand während der Deutschen Kampfspiele in Berlin statt. Spielstätte war das Deutsche Stadion.

### Modus DT
Die Qualifikation zu Deutschen Feldhandballmeisterschaft der Deutschen Turnerschaft erfolgte über regionale Kreisgruppen. Folgende Vereine qualifizierten sich für die diesjährige Feldhandballmeisterschaft der DT:
| Verein              | Qualifiziert als        |
| ------------------- | ----------------------- |
| TSV Spandau 1860    | Sieger Kreisgruppe Ost  |
| MTV Leinhausen      | Sieger Kreisgruppe Nord |
| TuRU Düsseldorf     | Sieger Kreisgruppe West |
| TG 1891 Friesenheim | Sieger Kreisgruppe Süd  |

### DT-Halbfinale
| Datum         |                  | Ergebnis  | !Ort                           |
| ------------- | ---------------- | --------- | ------------------------------ |
| 23. Juni 1922 | TSV Spandau 1860 | 2:1 n. V. | MTV Leinhausen \|\|Berlin      |
| 23. Juni 1922 | TuRU Düsseldorf  | 01:00     | TG 1891 Friesenheim \|\|Berlin |

### DT-Finale
| Datum         |                  | Ergebnis | !Ort                       |
| ------------- | ---------------- | -------- | -------------------------- |
| 24. Juni 1922 | TSV Spandau 1860 | 03:00    | TuRU Düsseldorf \|\|Berlin |

## Meisterschaft des ATSB
Die erstmals ausgetragene Feldhandball-Meisterschaft des ATSB fand auf dem I. Deutschen Arbeiter-Turn- und Sportfest in Leipzig statt.
| Datum         |                   | Ergebnis | !Ort                |
| ------------- | ----------------- | -------- | ------------------- |
| 26. Juni 1922 | TSV Stuttgart-Ost | 03:30    | FT Jena \|\|Leipzig |
| 27. Juni 1922 | TSV Stuttgart-Ost | 04:30    | FT Jena \|\|Leipzig |